# Jerzy Luciński
Jerzy Luciński (ur. 14 lutego 1930 w Łodzi, zm. 14 marca 2025 tamże) – polski naukowiec, pracujący w dziedzinie energoelektroniki i półprzewodnikowych przyrządów mocy, profesor Politechniki Łódzkiej.

## Życiorys
Studia wyższe ukończył w 1954 roku na Wydziale Elektrycznym Politechniki Łódzkiej. Pracę w Politechnice Łódzkiej rozpoczął w 1952 roku, początkowo w Katedrze Elektrotechniki Ogólnej. Był współorganizatorem Katedry Elektroniki Przemysłowej, utworzonej w 1957 roku. Doktoryzował się u profesora Tadeusza Konopińskiego w 1964 roku, a w 1986 uzyskał tytuł naukowy profesora nadzwyczajnego. W latach 1973–1986 był zastępcą dyrektora Instytutu Elektroniki, a w okresie 1986–1995 był jego dyrektorem. Przyczynił się do uruchomienia kierunku studiów elektronika i telekomunikacja, polsko i angielskojęzycznych oraz zorganizowania w Instytucie Elektroniki obszaru badawczego z zakresu termografii komputerowej.
Był specjalistą w zakresie energoelektroniki i półprzewodnikowych przyrządów mocy, autorem pierwszych w kraju książek z dziedziny układów tyrystorowych, mających wiele wydań. Był współtwórcą pionierskich w kraju prac z zakresu metrologii tyrystorów. Opublikował ponad 40 artykułów naukowych i referatów konferencyjnych oraz jest współautorem 12 patentów. Wypromował 5 doktorów nauk technicznych.
Pełnił na Politechnice Łódzkiej szereg odpowiedzialnych funkcji. W latach 1980–1983 był prodziekanem Wydziału Elektrycznego, a od 1993 do 1995 był przewodniczącym Senackiej Komisji Budżetu i Finansów PŁ. W roku 1995 przeszedł na emeryturę, dalej pracując w Instytucie Elektroniki na części etatu.

## Wybrane pozycje literatury
- J. Luciński, Podstawy energoelektroniki, Politechnika Łódzka, 1976[4]
- J. Luciński, Układy Tyrystorowe, Wydawnictwa Naukowo-Techniczne, 1973 (Wyd. 3 rozszerzone, WNT, 1978)[5]
- J. Luciński, Układy z tyrystorami dwukierunkowymi, Wydawnictwa Naukowo-Techniczne, 1982 (Wyd. 2 rozszerzone, WNT, 1986)[6]
- J. Luciński, Elementy elektroniki, Wydawnictwo Naukowe Wyższej Szkoły Informatyki, 2005[7]